# Planchón-Peteroa
Planchón-Peteroa är en vulkan i Argentina, på gränsen till Chile. Toppen på Planchón-Peteroa är 4 107 meter över havet.
Planchón-Peteroa är den högsta punkten i trakten.
Trakten runt Planchón-Peteroa är ofruktbar med lite eller ingen växtlighet.